# Carex subpatula
Carex subpatula är en halvgräsart som beskrevs av Holmb. Carex subpatula ingår i släktet starrar, och familjen halvgräs. Inga underarter finns listade i Catalogue of Life.